# Cannabis en Indonésie
Le cannabis en Indonésie est illégal.
L’usage personnel de petites quantités de cannabis peut entraîner une peine de prison maximum de quatre années (amendes supplémentaires possibles) si l'usager est pris par la police en possession, sous son emprise ou par un test urinaire. Cependant, si l’utilisateur se présente de lui-même à la police, ou est signalé par sa famille, la peine ne sera pas supérieure à 6 mois de prison ou à une amende de 2 millions de roupies indonésiennes (200 à 250 USD).